# شلبي كانون
شلبي كانون (بالإنجليزية: Shelby Cannon)‏ مواليد 19 أغسطس 1966 في هاتيسبورغ، هو لاعب كرة مضرب أمريكي سابق. كما أنه أحد أبطال الجراند سلام. فاز ببطولة ساو باولو للزوجي سنة 1990.

## بطولات حققها
- بطولة أمريكا المفتوحة للتنس

## روابط خارجية
- شلبي كانون على موقع رابطة محترفي التنس (الإنجليزية)
- شلبي كانون على موقع الاتحاد الدولي لكرة المضرب (الإنجليزية)
- شلبي كانون على موقع خلاصة التنس.كوم (الإنجليزية)